# Валя-Сяке (Сату-Маре)
Валя-Сяке (рум. Valea Seacă) — село у повіті Сату-Маре в Румунії. Входить до складу комуни Тарна-Маре.
Село розташоване на відстані 463 км на північний захід від Бухареста, 38 км на північний схід від Сату-Маре, 148 км на північ від Клуж-Напоки.

## Населення
За даними перепису населення 2002 року у селі проживали 1129 осіб, усі — румуни. Усі жителі села рідною мовою назвали румунську.